# Ami Argand

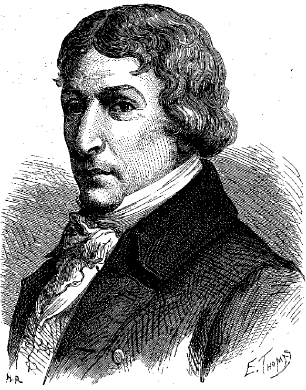
François-Pierre-Amédée Argand

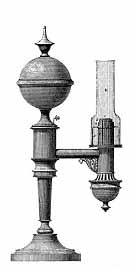
Zeichnung einer Argand-Studierlampe

Ami Argand, eigentl. François-Pierre-Amédée Argand (* 5. Juli 1750 in Genf; † 14. Oktober 1803 ebenda), war ein Genfer Physiker, Chemiker, Erfinder und Unternehmer.

## Leben und Wirken
Er war das neunte von zehn Kindern des Uhrmachers Jean-Louis (1705–1780) und Madeleine, geb. Gaudy. Die Familie Argand stammte ursprünglich aus dem Dorf Bonne am Fuße der Bergkette Voirons und war am Ende des 16. Jahrhunderts nach Genf umgesiedelt.
Er studierte in Genf und war Schüler des Naturforschers Horace-Bénédict de Saussure, eines Mitbegründers der Meteorologie. Während er in den 1770er Jahren in Paris war, veröffentlichte er einige wissenschaftliche Artikel zur Meteorologie, speziell über das Phänomen des Hagels und dessen Entstehungsursachen. 1775 studierte er in Paris Physik und Chemie bei Antoine Laurent de Lavoisier und Antoine François de Fourcroy.
Er übernahm einen Lehrposten in der Chemie und entwickelte einige Ideen, die Destillation von Wein in Weinbrand zu verbessern. Zusammen mit seinem Bruder gründete er 1780 nahe Montpellier eine große Destillerie, die nach einem von ihm entwickelten Verfahren arbeitete.
1783 traf er Étienne Montgolfier und beteiligte sich in Lyon an den Experimenten mit dem Heißluftballon.
Ab 1780 begann er mit Verbesserungen der Öllampe. Von einem Klempner in Montpellier ließ er sich eine Lampe nach seinen Angaben bauen. Er entwickelte die nach ihm benannte Argand-Lampe mit einem Runddocht, der durch größere Sauerstoffzufuhr eine höhere Brenntemperatur erreichte und damit ein saubereres Verbrennen des Brennstoffes ermöglichte. Ein der Flamme übergestülpter Glaszylinder beruhigte den Brennvorgang und somit den Lichtauswurf. Ein Drehmechanismus erlaubte es, den Docht höher bzw. niedriger zu stellen und damit die Lichtausbeute zu erhöhen bzw. zu verringern.
Für eine ruhige Flamme verbesserte er die Leitung des Luftstroms zunächst durch einen darübergestellten Blechschornstein, den er 1784 durch das Lampenglas ersetzte. Noch im selben Jahr erhielt er das Patent für diese Öllampe. Er gründete eine Fabrik in London. Seine Lampe wurde vom Pariser Apotheker Antoine-Arnoult Quinquet (1745–1803) und dessen Partner Ambroise Bonaventure Lange nachgeahmt. (Quinquet hatte möglicherweise schon 1756 einen Glaszylinder verwendet.) 1787 gründete er zusammen mit seinem Schüler und Neffen Isaac-Ami Bordier-Marcet (1768–1835) eine neue Fabrik in Versoix bei Genf, die aber nach der Annullierung der Patente infolge der Revolution von 1789 in Schwierigkeiten geriet.
Ab 1800 setzten sich die Argand-Lampen auch auf Leuchttürmen durch.
Zunächst verwendete man Rüböl, das aus Raps gewonnen wurde und somit leicht und großflächig herzustellen war. Nach der Entdeckung der Ölfelder in Pennsylvania wurde Petroleum als billiger und sauberer Brennstoff dem organischen Öl vorgezogen. Auch viele Petroleumlampen, die nun überall Verbreitung fanden, brannten nach dem Argandschen Prinzip.
1789 heiratete er Isaline Marcet, die Tochter des Agronomen Isaac. Sein einziger Sohn verstarb bei einem Unfall in der Fabrik.
1792 erfand er zusammen mit Joseph Montgolfier den hydraulischen Widder und verbesserte Maschinen zum Spinnen und Karden von Baumwolle.